# Hemerobiidae

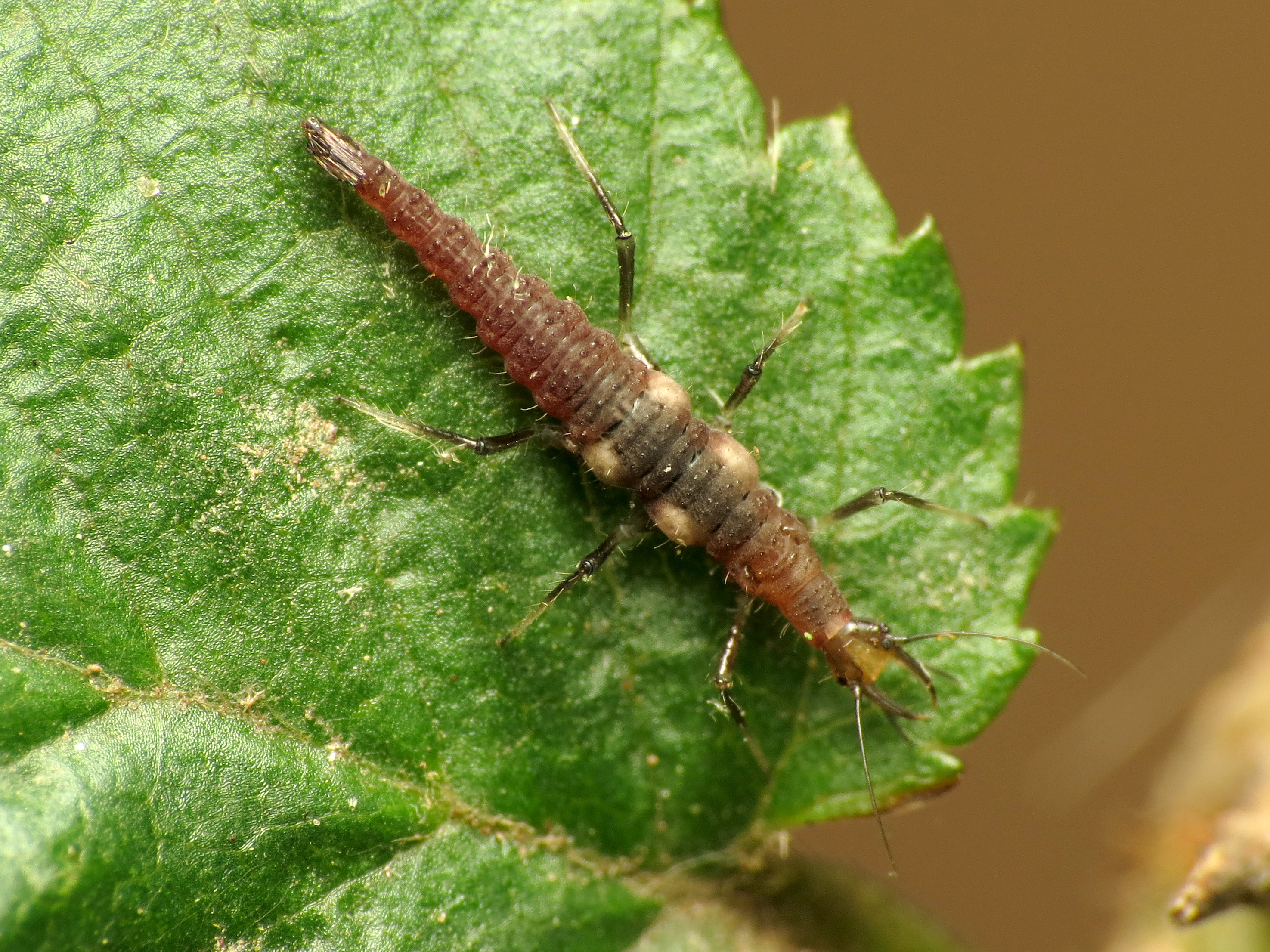
Larva campodeiforme de Micromus

Los hemeróbidos (Hemerobiidae) son una familia de insectos neurópteros, cuyos miembros se conocen como crisopas pardas. Se encuentran en todo el mundo.
Es la familia más numerosa del orden Neuroptera; son pequeños a medianos, de tonalidades pardas a pálidas, coloración muy similar a hojas secas, algunas con manchas en las alas, estas son de encaje y las pliegan sobre el abdomen como un tejado. Tanto las larvas como los adultos son depredadores generalistas.

## Ciclo de vida y hábitos
Las hembras depositan los huevos en los troncos u hojas de las plantas en pequeños grupos, estos son alargados y ovoides en un extremo. Al eclosionar, las larvas se alejan rápidamente y, por lo general, no se alimentan durante las primeras 24 horas de vida.
Las larvas son de cuerpo alargado; tienen cabeza bien desarrollada y tres pares de patas torácicas, es decir son larvas campodeiformes. Son depredadoras generalistas voraces y muy móviles; las piezas bucales están fusionadas y forman dos piezas agudas con conductos inyectables y succionadores, con las que matan y se alimentan; aunque unas pocas especies están especializadas en un grupo determinado de presas. Las mayores pueden ser caníbales de las más pequeñas.
Durante esta etapa sufren dos mudas y tres estadios larvales, distinguibles solo por el tamaño. Al final de la fase larval construyen un capullo ovalado y recubierto de seda, donde pupan y sufren la transformación de larva a adulto alado.
Los adultos, con patas marchadoras, de tamaño pequeño a mediano según la especie, poseen mandíbulas masticadoras, son depredadores voraces especialmente de pulgones. Algunos son activos en el día pero por lo general su mayor actividad es en la noche. Prefieren la vegetación arbustiva a arbórea, muy pocas especies se encuentran presentes en áreas abiertas o en praderas.
Realizan un cortejo nupcial antes del acoplamiento, durante este la hembra expone al exterior parte de las piezas genitales donde el macho deposita los espermatozoides; en ocasiones realizan un segundo acoplamiento, luego permanecen varios días sin copular.

## Taxonomía
La familia se reparte en varias subfamilias y nunca se ha realizado una clasificación tribal, con aproximadamente 80 géneros según Tjeder, que comprenden unas 800 especies, aunque se tienen 500 descripciones de especies a nivel mundial.
Comprende las siguientes subfamilias y géneros:
- Subfamilia Adelphohemerobiinae
  - Adelphohemerobius Oswald, 1993
- Subfamily Drepanacrinae
  - Austromegalomus
  - Conchopterella
  - Drepanacra
- Subfamilia Carobiinae
  - Carobius
- Subfamily Drepanepteryginae
  - Drepanepteryx Leach, 1815
  - Gayomyia
  - Neuronema
- Subfamilia Hemerobiinae
  - Biramus
  - Hemerobiella
  - Hemerobius Linnaeus, 1758
  - Nesobiella
  - Wesmaelius Krüger, 1922
- Subfamilia Megalominae
  - Megalomus Rambur, 1842
- Subfamilia Microminae
  - Megalomina Banks, 1909
  - Micromus Rambur, 1842
  - Nusalala Navás, 1913
- Subfamilia Notiobiellinae
  - Anapsectra
  - Notiobiella
  - Psectra Hagen, 1866
  - Zachobiella
- Subfamilia Psychobiellinae
  - Psychobiella
- Subfamilia Sympherobiinae
  - Neosympherobius
  - Nesobiella
  - Sympherobius Banks, 1904

Además de los géneros asignados a subfamilas, el género Notherobius es de posición dudoda, posiblemente es de situación basal.

### Filogenia
Cladograma de las relaciones de Hemerobiidae basado en datos morfológicos y moleculares. Psychobiellinae fue transferida a Notiobiellinae y Zachobiellinae; Adelphohemerobiinae es colocada en incertae sedis.
|  | Drepanepteryginae |
|  |                   |
|  | Microminae        |
|  |                   |

|  | Zachobiellinae                                            |
|  |                                                           |
|  | \| \| Megalominae \| \| \| \| \| \| Carobinae \| \| \| \| |
|  |                                                           |
|  | Megalominae                                               |
|  |                                                           |
|  | Carobinae                                                 |
|  |                                                           |

|  | Megalominae |
|  |             |
|  | Carobinae   |
|  |             |

|  | Zachobiellinae                                            |
|  |                                                           |
|  | \| \| Megalominae \| \| \| \| \| \| Carobinae \| \| \| \| |
|  |                                                           |
|  | Megalominae                                               |
|  |                                                           |
|  | Carobinae                                                 |
|  |                                                           |

|  | Megalominae |
|  |             |
|  | Carobinae   |
|  |             |

|  | Hemerobiinae                                                     |
|  |                                                                  |
|  | \| \| Drepanacrinae \| \| \| \| \| \| Notiobiellinae \| \| \| \| |
|  |                                                                  |
|  | Drepanacrinae                                                    |
|  |                                                                  |
|  | Notiobiellinae                                                   |
|  |                                                                  |

|  | Drepanacrinae  |
|  |                |
|  | Notiobiellinae |
|  |                |

|  | Drepanepteryginae |
|  |                   |
|  | Microminae        |
|  |                   |

|  | Zachobiellinae                                            |
|  |                                                           |
|  | \| \| Megalominae \| \| \| \| \| \| Carobinae \| \| \| \| |
|  |                                                           |
|  | Megalominae                                               |
|  |                                                           |
|  | Carobinae                                                 |
|  |                                                           |

|  | Megalominae |
|  |             |
|  | Carobinae   |
|  |             |

|  | Zachobiellinae                                            |
|  |                                                           |
|  | \| \| Megalominae \| \| \| \| \| \| Carobinae \| \| \| \| |
|  |                                                           |
|  | Megalominae                                               |
|  |                                                           |
|  | Carobinae                                                 |
|  |                                                           |

|  | Megalominae |
|  |             |
|  | Carobinae   |
|  |             |

|  | Hemerobiinae                                                     |
|  |                                                                  |
|  | \| \| Drepanacrinae \| \| \| \| \| \| Notiobiellinae \| \| \| \| |
|  |                                                                  |
|  | Drepanacrinae                                                    |
|  |                                                                  |
|  | Notiobiellinae                                                   |
|  |                                                                  |

|  | Drepanacrinae  |
|  |                |
|  | Notiobiellinae |
|  |                |

### Fósiles

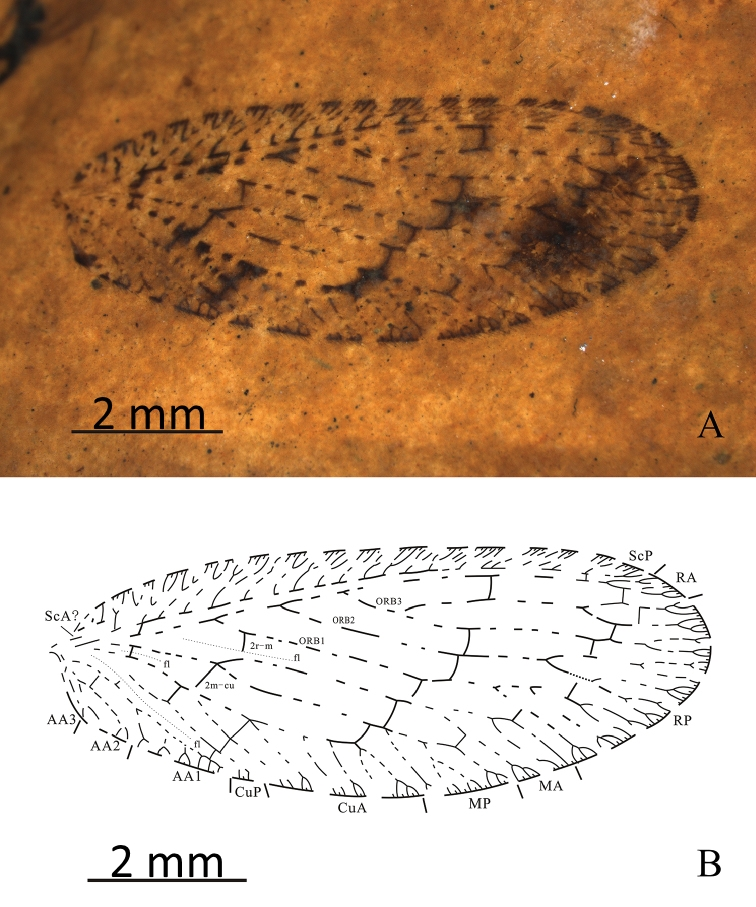
Wesmaelius makarkini del Mioceno inferior de China. A. Foto del ala anterior. B. Dibujo.

Se han descrito numerosos fósiles de Hemerobiidae, algunos pertenecen a géneros vivientes y otros a géneros extintos. La mayoría son de rocas o ámbar del Eoceno al Mioceno, pero Promegalomus es del Jurásico. Antes era considerado miembro de otra familia, Promegalomidae, pero ahora se lo reconoce como un miembro basal de Hemerobiidae. Mesohemerobius, del Cretácico, era anteriormente considerado como en Hemerobiidae, pero hoy se lo coloca en incertae sedis dentro de Neuroptera; es posiblle que sea un miembro del Hemerobioidea pero esto sigue en duda.
Algunos géneros fósiles notables de Hemerobiidae:
- Bothromicromus Scudder, 1878 (Eoceno/Oligoceno; Quesnel, Columbia británica)
- Brasilopsychopsis (Cretáceo, Formación Crato. Brasil)
- Cratopsychopsis (Cretáceo, Formación Crato. Brasil)
- Cretomerobius Ponomarenko, 1992 (Cretáceo a Eoceno; Bon-Tsagan, Mongolia; Formación Klondike Mountain, Washington)
- Mucropalpus Pictet, 1856 (Eoceno; ámbar báltico)
- Prochlanius Kruger, 1923 (Eoceno; ámbar báltico)
- Promegalomus Panfilov, 1980 (Jurásico; Provincia de Kazajistán Meridional, Kazajistán)
- Prophlebonema Kruger, 1923 (Eoceno; ámbar báltico)
- Prospadobius Kruger, 1923 (Eoceno; ámbar báltico)

## Importancia
Por ser depredadoras voraces tanto en estado larval como adultas de diferentes artrópodos de cuerpo blando como: áfidos y otros homópteros, hemípteros fitófagos, larvas de lepiropteros, por lo que son utilizadas en programas de control de plagas en la agricultura. 
A pesar de su gran número, siendo la familia con más especies de los neurópteros, solo algunas pocas especies han sido utilizadas en programas de control biológico en la agricultura, como es Sympherobius amicus contra los Pseudococcidae, y S. domesticus. En Hawái ha tenido gran éxito la introducción de Syphobius barberi y Nesomicromus navigatorum, contra la chinche harinosa y plagas de áfidos.
Se dificulta su producción masiva por su alto grado de canibalismo a nivel larval, y el requerimiento de presas vivas tanto para los adultos como para las larvas. Las dietas artificiales no han dado buenos resultados, aunque algunos adultos se han logrado alimentar con dietas ricas en proteínas.